# Louis Legrand (Jurist)
Louis Legrand (* 1588 in Troyes; † 10. Januar 1664 ebenda) war ein französischer Rechtsgelehrter.

## Leben
Louis Legrand entstammte einer angesehenen alten Adelsfamilie, deren Mitglieder bedeutende Ämter in der Magistratur von Troyes bekleidet hatten. Nach dem Besuch des Gymnasiums seiner Vaterstadt und der Beendigung seiner Vorstudien in Paris wurde er nach Bourges geschickt, um sich dort der Jurisprudenz zu widmen. Er ließ sich nach dem Abschluss seines Studiums in Troyes als Anwalt nieder, bis er 1625 nach dem Tod eines seiner Onkel in dessen Stelle als Rat am Amts- und Landgericht eintrat. Er legte jedoch später diese Stelle nieder, um sich ungestört mit einer wichtigen Arbeit beschäftigen zu können. Am 10. Januar 1664 starb er im Alter von 75 Jahren in seiner Heimatstadt.
Legrands Arbeit über die Wiedererstattungen (Traité des restitutions, Troyes 1655), mit der er als Schriftsteller auftrat, war nur die erste Grundlage zu einem umfangreicheren Werk, das er später unter dem Titel Coutume du bailliage de Troyes, avec des commentaires (Paris 1661) herausgab und das nach seinem Tod eine neue Auflage (Paris 1681) erlebte. Der berühmte Pithou hatte schon ein Buch über dasselbe Thema geschrieben, aber der Stoff war darin nicht so vollständig und gründlich entwickelt als in dem Werk Legrands, woran jedoch getadelt wird, dass es nicht genau und formell genug in seinen Entscheidungen sei und zuweilen den Leser im Zweifel lasse. Dennoch kam noch eine dritte und letzte Auflage 1737 in Paris heraus.